# Schweiz damlandslag i ishockey
Schweiz damlandslag i ishockey representerar Schweiz i ishockey för damer. I april 1987 deltog Schweiz vid en internationell turnering i Kanada, och spelade då sina första damlandskamper. Schweiz spelade sin första olympiska turnering 2006 i Turin i Italien, och deltog i världsmästerskapet 2008 i Kina.
Vid 2012 års världsmästerskap i Burlington delstaten Vermont i USA tog Schweiz brons, efter seger med 6–2 mot Finland i matchen om tredje pris. Vid 2014 års olympiska turnering i Sotji i Ryssland blev Schweiz på nytt bronsmedaljörer, efter seger med 4–3 mot Sverige i matchen om tredje pris.